# Kanton Vitry-sur-Seine-Est
Kanton Vitry-sur-Seine-Est (fr. Canton de Vitry-sur-Seine-Est) je francouzský kanton v departementu Val-de-Marne v regionu Île-de-France. Tvoří ho pouze východní část města Vitry-sur-Seine.